# Яськовецька сільська рада
Яськове́цька сільська́ ра́да — адміністративно-територіальна одиниця та орган місцевого самоврядування в Деражнянському районі Хмельницької області. Адміністративний центр — село Яськівці.

## Загальні відомості
Яськовецька сільська рада утворена в грудні 1991 року.
- Територія ради: 15,534 км²
- Населення ради: 905 осіб (станом на 2001 рік)
- Територією ради протікає річка Вовк

## Населені пункти
Сільській раді підпорядковані населені пункти:
- с. Яськівці
- с. Красносілка

## Склад ради
Рада складається з 15 депутатів та голови.
- Голова ради: Ліхоша Світлана Олександрівна
- Секретар ради: Цигольник Марія Петрівна

### Керівний склад попередніх скликань
| Прізвище, ім'я, по батькові   | Основні відомості                                                                       | Дата обрання | Дата звільнення |
| ----------------------------- | --------------------------------------------------------------------------------------- | ------------ | --------------- |
| Думанська Анастасія Антонівна | Сільський голова, 1954 року народження, член Соціалістичної партії України              | 26.03.2006   | 31.10.2010      |
| Прокопов Віктор Михайлович    | Сільський голова, 1951 року народження, освіта вища, член Партії регіонів               | 31.10.2010   | 18.03.2012      |
| Ліхоша Світлана Олександрівна | Сільський голова, 1973 року народження, освіта середня спеціальна, член Партії регіонів | 18.03.2012   |                 |

Примітка: таблиця складена за даними сайту Верховної Ради України

### Депутати
За результатами місцевих виборів 2010 року депутатами ради стали:

#### За суб'єктами висування
| Суб'єкт висування           | Кількість обраних депутатів | %    |
| --------------------------- | --------------------------- | ---- |
| Партія регіонів             | 8                           | 53,3 |
| Єдиний Центр                | 3                           | 20   |
| Народна партія              | 2                           | 13,3 |
| Комуністична партія України | 1                           | 6,7  |
| Самовисування               | 1                           | 6,7  |

#### За округами
| № округу                    | Прізвище, ім'я, по батькові   | Дата визнання обраним | Освіта             | Партійна приналежність            | Відомості про обраного депутата            |
| --------------------------- | ----------------------------- | --------------------- | ------------------ | --------------------------------- | ------------------------------------------ |
| Єдиний Центр                |                               |                       |                    |                                   |                                            |
| 3                           | Зашко Тетяна Іванівна         | 04.11.2010            | середня спеціальна | член Єдиного Центру               | тимчасово не працює                        |
| 8                           | Мендрик Олександр Петрович    | 04.11.2010            | середня            | член Єдиного Центру               | приватний підприємець                      |
| 12                          | Тимощик Анатолій Степанович   | 04.11.2010            | середня            | член Єдиного Центру               | тимчасово не працює                        |
| Комуністична партія України |                               |                       |                    |                                   |                                            |
| 7                           | Матусевич Володимир Петрович  | 04.11.2010            | середня            | член Комуністичної партії України | охоронець в приватній фірмі, охоронець     |
| Народна Партія              |                               |                       |                    |                                   |                                            |
| 10                          | Стрілець Людмила Андріївна    | 04.11.2010            | середня спеціальна | член Народної партії              | клуб с. Красносілка, завідувачка           |
| 13                          | Терещук Володимир Васильович  | 04.11.2010            | середня            | член Народної партії              | приватний підприємець                      |
| Партія регіонів             |                               |                       |                    |                                   |                                            |
| 1                           | Боклач Олександр Сергійович   | 04.11.2010            | середня            | член Партії регіонів              | тимчасово не працює                        |
| 2                           | Гесь Олександр Анатолійович   | 04.11.2010            | середня            | член Партії регіонів              | фермерське господарство «МЕНДРИК», водій   |
| 4                           | Єресько Олександр Григорович  | 04.11.2010            | середня            | член Партії регіонів              | тимчасово не працює                        |
| 5                           | Єресько Ольга Олександрівна   | 04.11.2010            | середня спеціальна | член Партії регіонів              | пенсіонер                                  |
| 6                           | Кукуріка Петро Олександрович  | 04.11.2010            | середня            | член Партії регіонів              | пенсіонер                                  |
| 9                           | Мендрик Юлія Олександрівна    | 04.11.2010            | вища               | член Партії регіонів              | тимчасово не працює                        |
| 11                          | Стрілець Олеся Миколаївна     | 04.11.2010            | вища               | член Партії регіонів              | Яськовецька загальноосвітня школа, вчитель |
| 14                          | Цигольник Марія Петрівна      | 04.11.2010            | середня спеціальна | член Партії регіонів              | Яськовецька сільська рада, секретар        |
| Самовисування               |                               |                       |                    |                                   |                                            |
| 15                          | Чепчерук Оксана Ростиславівна | 04.11.2010            | середня            | позапартійна                      | відділення зв'язку, завідувачка            |